# Saison

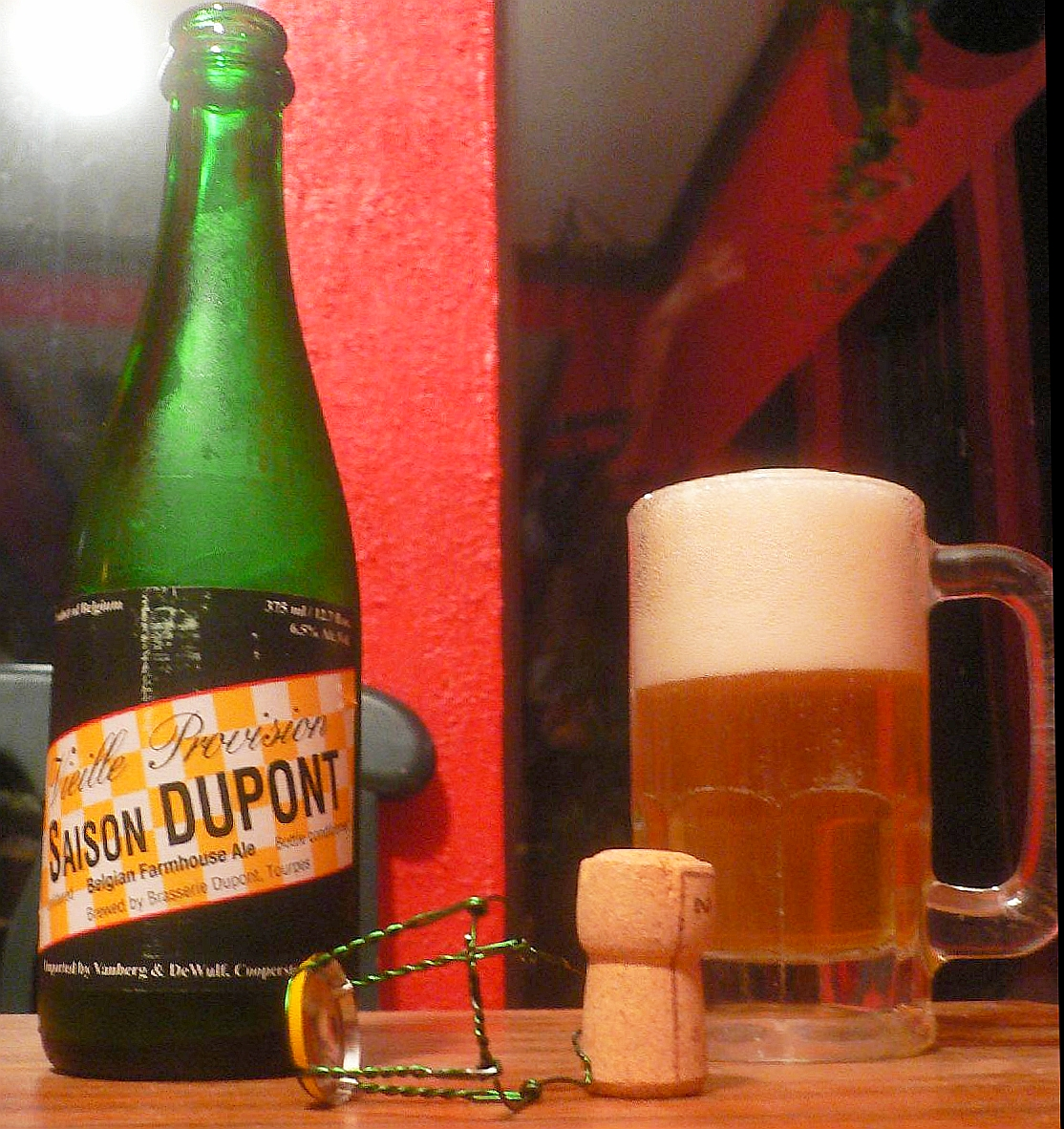
Una bottiglia di Saison Dupont

Saison è uno stile di birra chiara ad alta fermentazione tipica della Vallonia, regione di lingua francese del Belgio. Le Saison, originariamente fermentate presso le fattorie belghe, hanno un contenuto d'alcool compreso tra il 5 e l'8%(vol) ed un valore IBU compreso tra 25 e 45.
Nonostante sia descritta come stile di birra della Vallonia, attualmente è prodotta in tutto il mondo. La birra Saison Dupont prodotta dalla Brasserie Dupont è stata definita la birra migliore al mondo dal Men's Journal del luglio 2005.

## Caratteristiche
La fermentazione della Saison è simile a quella del vino rosso ed avviene ad alta temperatura (circa 90 °F  ossia 32 °C). Presenta un aroma molto pepato che ricorda il sapore speziato del vino Bordeaux.

## Origini
Il nome di questo stile significa "stagione". Alle stagioni, infatti, ne è legata la produzione: la fermentazione tradizionalmente avviene in autunno o in inverno, la mescita verso fine estate. Lo stile Saison nacque prima dell'invenzione della refrigerazione quando i birrai belgi erano costretti a fare fermentare la birra in autunno o in inverno per impedire che il processo di fermentazione fosse danneggiato dal calore estivo. La saison prodotta in anticipo può essere mescolata con quelle dell'autunno precedente o mescolata con birre lambic per aumentarne l'acidità: il mescolamento può ridurne il contenuto alcolico.

## Aspetto
Il tipo di malto usato per la produzione determina il colore della Saison: la maggior parte presenta colore dorato scuro anche se alcune di queste birre hanno colore ambrato rossastro dovuto all'utilizzo di malti maggiormente tostati.